# Wie geeft wat hij heeft is waard dat hij leeft
Wie geeft wat hij heeft is waard dat hij leeft is een stripverhaal uit de reeks van Suske en Wiske. 
Het verhaal werd in 1987 uitgegeven en is als album niet uitgekomen in de reguliere Vierkleurenreeks. Het verscheen in 2024 in de reeks Suske en Wiske in het kort.

## Locaties
- frituur

## Personages
- Suske, Wiske, Lambik

## Het verhaal
Suske en Wiske komen Lambik tegen bij een frituur en ze zeggen dat hij wat minder moet eten, maar hij zegt dat de buikomvang aantoont wat de welstand van iemand is. Dan zien ze twee ouderen lopen, ze zien er armoedig uit. Lambik neemt de twee mee en dan zien de kinderen dat hij voedsel uitdeelt aan diverse mensen. Hij heeft een wijkcomité opgericht en voor weinig geld kan een fatsoenlijke maaltijd worden aangeschaft. 